# یوکو آسادا
یوکو آسادا (انگلیسی: Yōko Asada; ۲۳ مهٔ ۱۹۶۹ – ) صداپیشگی در ژاپن اهل ژاپن بود. وی از سال ۱۹۹۲ میلادی تاکنون مشغول فعالیت بوده‌است.